# Сова (Винни-Пух)
Фи́лин (в переводе Бориса Заходера — Сова́, англ. Owl) — персонаж повестей Алана Милна «Винни-Пух» и «Дом на Пуховой опушке».

## Характеристика
Филин — один из двух обитателей Стоакрового Леса, кто имеет мозги, это ему говорит Кролик. В переводе Заходера Сова — очень мудрая (хотя ей в этом не сравниться с Кристофером Робином), она самая старшая жительница Стоакрового Леса. Всем, кто пришёл к ней в гости, приходится выслушивать истории про её родственников и предков.
Невзирая на свою мудрость, отличается безграмотностью и неспособностью написать длинный текст.

И Сова начала писать… Вот что она написала:

«Про зря вля бля сдине мраш деня про зря бля бля вля!»

Пух с восхищением посмотрел на эту надпись.

— Я тут написала: «Поздравляю с днём рождения»,— небрежно заметила Сова.

— Вот это надпись так надпись!— с уважением сказал Винни-Пух.

— Ну, если уж всё тебе сказать, тут написано полностью так: «Поздравляю с днём рождения, желаю всего-всего хорошего. Твой Пух». Я не посчиталась с расходом графита.

— Чего? — спросил Пух.

— Тут одного карандаша сколько пошло!— пояснила Сова.

— Ещё бы! — сказал Пух.
— Милн А. А., пер. Б. Заходера: «Винни-Пух и все-все-все»

## Дом Совы
Сова жила в великолепном замке «КАШТАНЫ». Да, это был не дом, а настоящий замок… на двери был и звонок с кнопкой, и колокольчик со шнурком. Под звонком было прибито объявление: ПРОШУ НАЖАТЬ ЭСЛИ НЕ АТКРЫВАЮТ. А под колокольчиком другое объявление: ПРОШУ ПАДЁРГАТЬ ЭСЛИ НЕ АТКРЫВАЮТ.

## Пол персонажа
Русские переводы вносят путаницу в вопрос о поле персонажа. В переводе Заходера, а также в советском мультфильме фигурирует Сова, персонаж женского пола, а в оригинале и в диснеевских мультфильмах Owl — персонаж мужского пола, то есть Филин или Сыч. В пиратских переводах диснеевских мультфильмов он также иногда называется «Совой» и обозначается как персонаж женского пола.

Сову… снабдили модельной шляпкой с лентами и наделили речевыми манерами школьной учительницы. Образ готов. Между тем всё, на чём он держится, —- женский род русского слова «сова», ибо в оригинале А. Милна «Owl» —- мужчина (вернее, мальчик, так как герои Милна представляют собой набор разных возрастных и психологических типов детей). А поскольку девочки не имеют склонности к псевдоинтеллектуальному щегольству научной терминологией и маскировке невежества риторикой, то Сова закономерным образом становится старухой-учительницей (вероятно, на пенсии).— Мария Елиферова. «Багира сказала…»
Таким образом, в русском переводе теряется причина враждебности обитателей Леса по отношению к Кенге — персонажу женского пола, вторгающемуся в мальчишеский мир.
В Новых приключениях Винни-Пуха в дубляже 1992 года персонаж называется Совой, но упоминается в мужском роде.

## В мультфильмах
В советском мультфильме «Винни-Пух и день забот» 1972 года Сову озвучила Зинаида Нарышкина.
Персонаж фигурирует и в мультфильмах от Disney, посвящённых Винни-Пуху. Его озвучивали Хэл Смит (1966—1991), Андре Стойка (1997—2003) и Крейг Фергюсон (2011).